# Maifreda de Pirovano

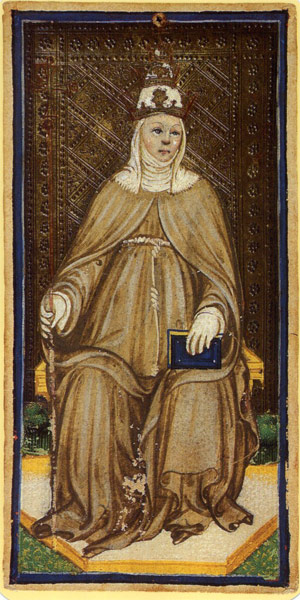
La Papisa de la baraja de tarot Visconti-Sforza diseñada por Bonifacio Bembo, c. 1450. Según la tradición, se trata de una representación de Maifreda. Pierpont Morgan Library (inv. M. 630), Nueva York.

Maifreda de Pirovano (también Mayfreda o Manfreda da Pirovano; fallecida en 1300) fue una mística cristiana italiana que, acusada de hereje por ser adepta y principal exponente de la secta llamada de los Guillerminitas, fue quemada viva en la hoguera en Milán por haber sido condenada por el tribunal de la Santa Inquisición.

## Biografía

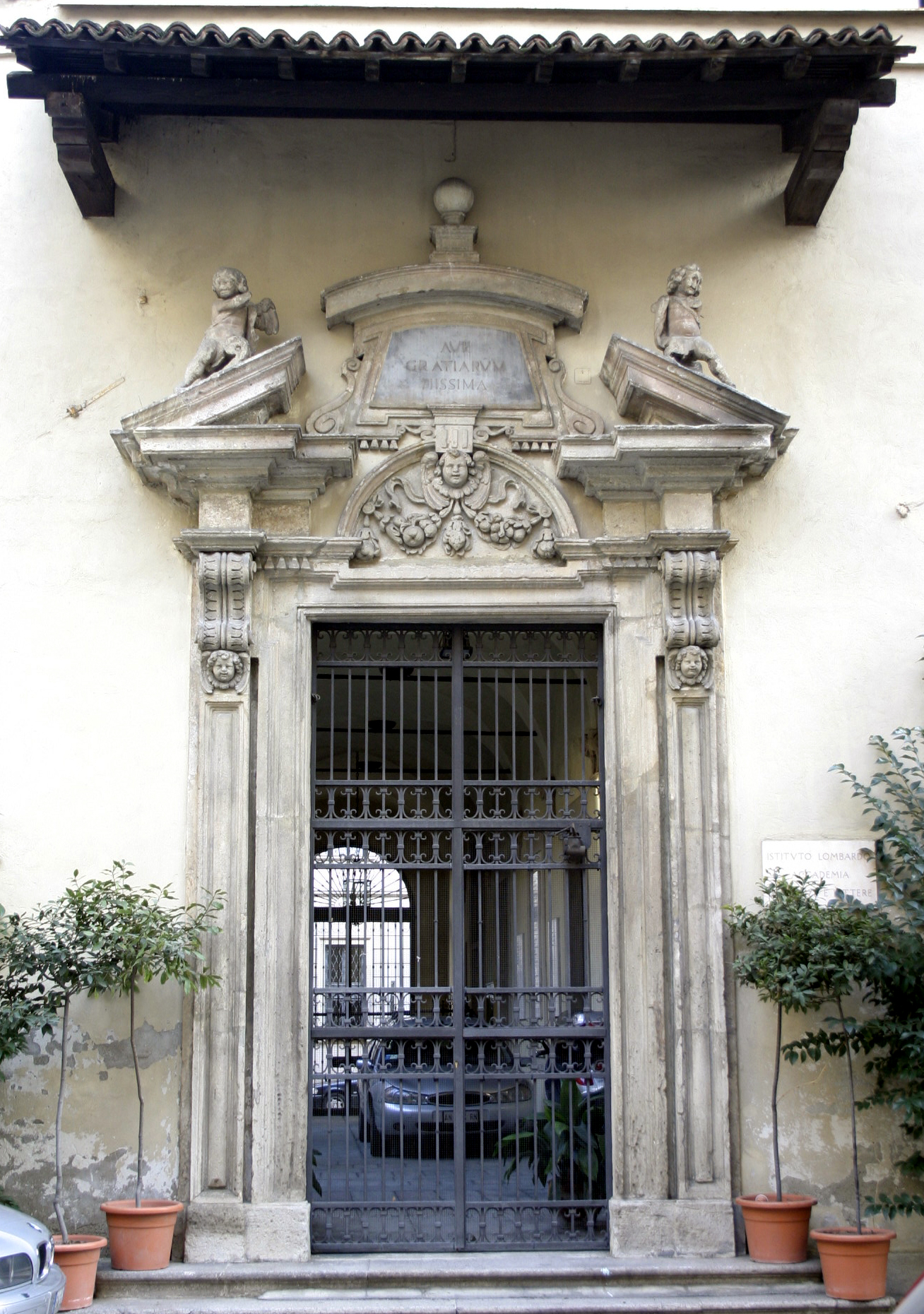
Puerta de entrada al claustro del monasterio de los Humiliati en Brera, donde se ubicaban el convento y la Iglesia de Santa María en Brera. Foto Palazzo di Brera.

Maifreda era una noble milanesa, de la familia de los Pirovano o Pirovani y vinculada a la familia gibelina de los Visconti, señores de Milán. Era hija de Morando de Pirovano, uno de los sobrinos del arzobispo Umberto IV de Pirovano (1206-1211) y hermana de Anastasia de Pirovano (madre de Mateo I Visconti, antipapista y poderoso señor de Milán). Maifreda y Mateo eran, por tanto, primos. 
Ingresó en el convento o Casa de las Humiliati de Santa Catalina de Brera en Biassono. Fue miembro destacado del grupo guillerminita, seguidores de Guillermina de Bohemia, que era considerada un Espíritu Santo encarnado, siendo Maifreda su representante en la Tierra. Creía que era la esperanza de salvación para la humanidad, por lo que debería establecer una nueva iglesia basada en la superioridad espiritual de la mujer, con ella misma como papisa. Tras la muerte de Guillermina en 1281, se convirtió en su principal referente. A esta casa pertenecieron también Agnese de Montenario, Giacoma Bassani de Nova, Riccadona, Migliori y Fiordebellina Saramita, consecutivamente madre, hermana e hija de Andrea Saramita. Además, un miembro de la familia Casate, llamado Mirano de Casate, en la condición de "prelatus et ministro" de la casa de los Humiliati de Brera, en Milán. El parentesco entre Maifreda y los Casati está confirmada por dos altos dignatarios de la Iglesia de Roma. Ya sea por parte de madre o de padre, Maifreda era nieta del conde Anguisoni Casati, que la incluyó en una mención testamentaria como "hija de Morando de Pirovano". En este legado testamentario, el abuelo dona 10 liras imperiales a su nieta. Casati, era hijo de Giordano Casate, de los condes de Casate, cardenal de la Iglesia de Roma el 8 de abril de 1287.
En 1284, el inquisidor, fray Maifredo de Dovera en Milán, abrió un proceso contra ella y algunos de sus seguidores que, al abjurar, salieron indemnes. Las nuevas medidas de prudencia adoptadas permitieron la llegada de los guillerminitas hasta 1296, momento en que el inquisidor de Milán, fray Tommaso de Como, reabrió la investigación, a raíz de una denuncia. 
El domingo de Pascua, 10 de abril de 1300, Maifreda celebró el pontifical pascual con el rito ambrosiano asistida por diaconisas y subdiaconisas investidas por ella en presencia de un par de centenares de fieles.

## El juicio de 1300
El 19 de abril fue convocada por el inquisidor Guido de Cocconato y el 20 de julio se inició un nuevo proceso. En las once "imbreviature" del notario, relativas al proceso de los devotos de "santa" Guglielma, se registran los interrogatorios de los testigos y de los acusados de herejía.
La tarea de la Inquisición, de acuerdo con los decretales del papa Bonifacio VIII, consistía en extirpar la herejía, reconduciendo a los herejes a la ortodoxia siempre que fuera posible, recurriendo a menudo a la tortura y a las amenazas de muerte.
El proceso de 1300 siguió el procedimiento habitual de la Inquisición y aunque las actas están incompletas, se conservan sesenta y cinco declaraciones de treinta y tres personas diferentes. En el juicio, Maifreda, el 6 de agosto, echó primero toda la culpa a Andrea Saramita, acusándole de ser el verdadero heresiarca y de profesar doctrinas a las que ella se había mostrado reacia. El día 20, sin embargo, presionada por el inquisidor (no hay constancia de tortura, pero las actas han llegado hasta nosotros mutiladas, por lo que no se puede descartar), confesó que había mentido por miedo al juicio y aceptó su parte de culpa.
Los guillerminitas fueron reconocidos como herejes y condenados a la hoguera. No sólo Maifreda, también Andrea Saramita y la monja Giacoma dei Bassani fueron quemados ante la iglesia de San Eustorgio de Milán entre el 2 y el 9 de septiembre. También fueron quemados los restos mortales de Guillermina de Bohemia, que habían estado enterrados en el cementerio de la abadía de Chiaravalle desde su fallecimiento.

## La Papisa
Maifreda, que era prima hermana de Matteo Visconti, inspiró los arcanos mayores de la Papisa, como la llamaban sus seguidores, y fue inmortalizada en la baraja de tarot pintada por Michelino da Besozzo por encargo de Filippo Maria Visconti con motivo de su matrimonio con María de Saboya.
La hipótesis de que Maifreda (fallecida 140 años antes) había sido retratada como Papisa fue formulada por primera vez por Gertrude Moakley (1905 - 1998), bibliotecaria durante 40 años de la Biblioteca Pública de Nueva York, que en 1966 publicó un ensayo sobre las barajas de tarot Visconti-Sforza, donde planteaba la hipótesis de una relación directa entre ciertos palos (Papisa, Ahorcado) y miembros de las dos familias (Maifreda Pirovano, Muzio Attendolo Sforza).

## Seguidores modernos
Existe una "Iglesia católica-guillerminita" que pretende ser la continuadora de las enseñanzas teológicas de Guillermina de Bohemia, que cuenta con un "Matriarcado de Occidente" dirigido por la papisa Kyara van Ellinkhuizen.